# Долина Френто

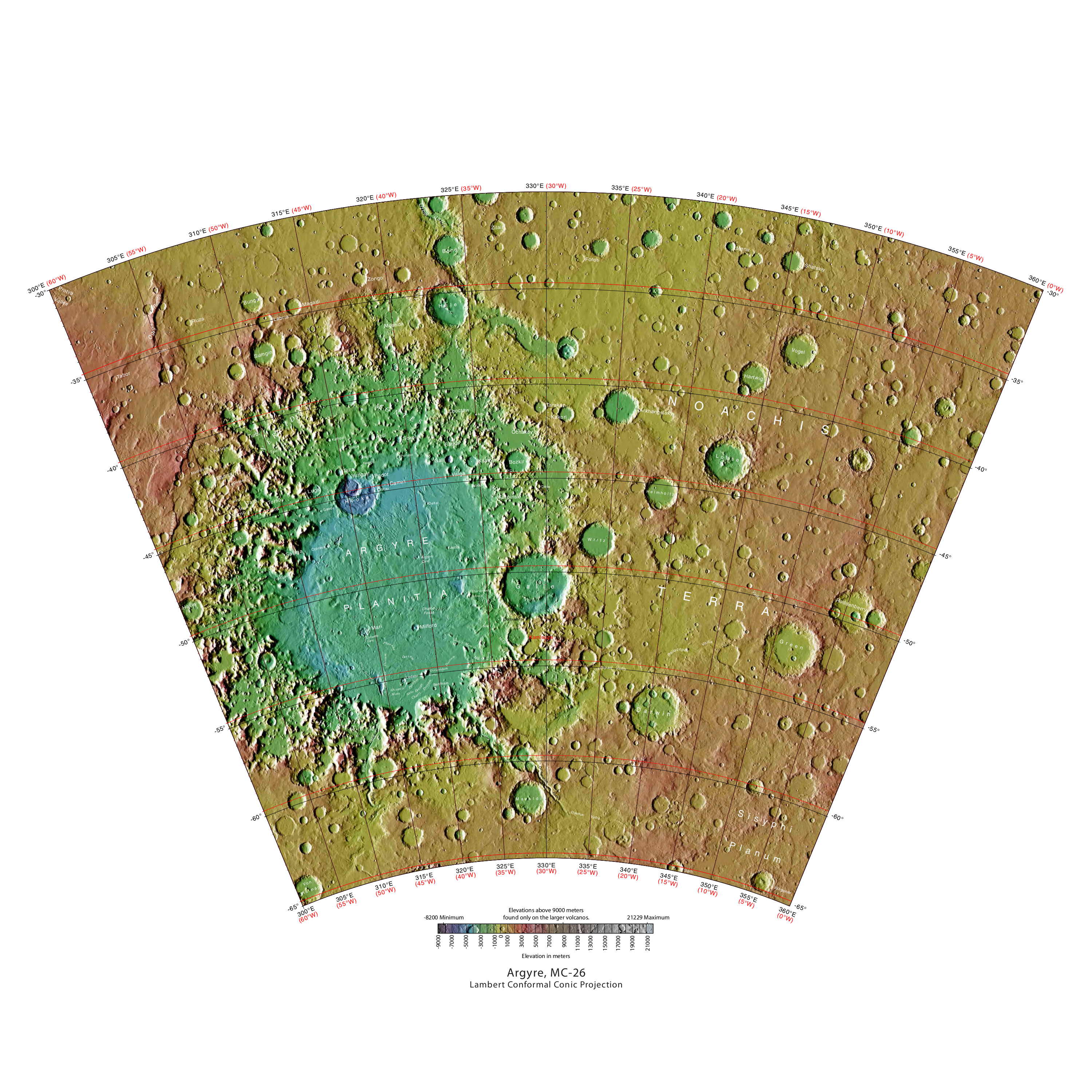
Топографічна мапа квадранґлу Argyre

Долина Френто (англ. Frento Vallis) — долина у квадранґлі Argyre на Марсі, розташована на 50,3° південної широти й 14,5° західної довготи. Завдовжки близько 277 км. Названо 1985 року на честь італійської річки Fortore (лат. Frento).